# Meritxell Simó i Torres
Meritxell Simó i Torres (Barcelona, 1967) és una romanista, actual directora de l'Institut de Recerca en Cultures Medievals (IRCVM) de la Universitat de Barcelona.
Es va llicenciar amb un premi extraordinari a la Universitat de Barcelona. Va completar els seus estudis a Universitat de Roma La Sapienza de Roma i a París, a La Sorbona. El seu àmbit principal de recerca és la recepció europea dels trobadors i la creació i representació literària de les dones.
Des de 2021 és membre numerari de l'Institut d'Estudis Catalans.

## Publicacions rellevants[3]
- La 'Estoria de las Bretañas' en la 'General Estoria'. Anuario de Estudios Medievales, 2(47), pp. 889 - 916 . Repositori Institucional . ISSN: 0066-5061
- El debate entre trovadores y trouvères a través de las inserciones líricas del 'Roman de la Violette' . En Meritxell Simó, Annalisa Mirizio, Virginia Trueba (eds.), Los trovadores. Creación, recepción y crítica en la edad media y en la edad contemporánea, . (pp. 81 - 103) . Edition Reichenberger . ISBN 978-3-944244-80-8
- On Lies and Fairy Tales: Women and Poetic Creation in the "Lais" of Marie de France . Publicacions i Edicions de la Universitat de Barcelona . ISBN 9788491682035
- From Orality to Writing: Ab joi mou lo vers e·l comens (BEdT 70, 1) as a Lyrical Quotation . En Meritxell Simó (ed.), Los Motz e·l so afinan: cantar, llegir, escriure la lírica dels trobadors . (pp. 159-184) . Viella Libreria Editrice.[4]